# Женщина в окне (фильм, 2021)
«Же́нщина в окне́» (англ. The Woman in the Window) — американский триллер режиссёра Джо Райта по одноимённому роману Даниела Маллори. В главной роли: Эми Адамс.
Изначально премьера фильма должна была состояться в октябре 2019 года, но была отменена из-за провальных тест-просмотров, а затем из-за коронавирусной инфекции COVID-19 и вовсе была отложена на неопределённый срок. 14 мая 2021 года фильм вышел на платформе Netflix.

## Сюжет
Фильм рассказывает о женщине с агорафобией, на глазах которой совершается жестокое преступление.

## В ролях
| Актёр                | Роль                            |
| -------------------- | ------------------------------- |
| Эми Адамс            | Анна Фокс                       |
| Фред Хехингер        | Итэн соседский мальчик          |
| Гэри Олдмен          | Алистер Рассел отец Итэна       |
| Дженнифер Джейсон Ли | Джейн Рассел жена Алистера      |
| Джулианна Мур        | Лже-Джейн Рассел                |
| Уайатт Рассел        | Дэвид Уинтер сосед Анны         |
| Брайан Тайри Генри   | детектив Литтл                  |
| Джанин Серраллес     | детектив Норелли                |
| Энтони Маки          | Эдвард «Эд» Фокс муж Анны       |
| Трейси Леттс         | доктор Карл Ленди психиатр Анны |
| Марайя Бозман        | Оливия Фокс дочь Анны           |